# 瑠璃光寺 (厚木市)

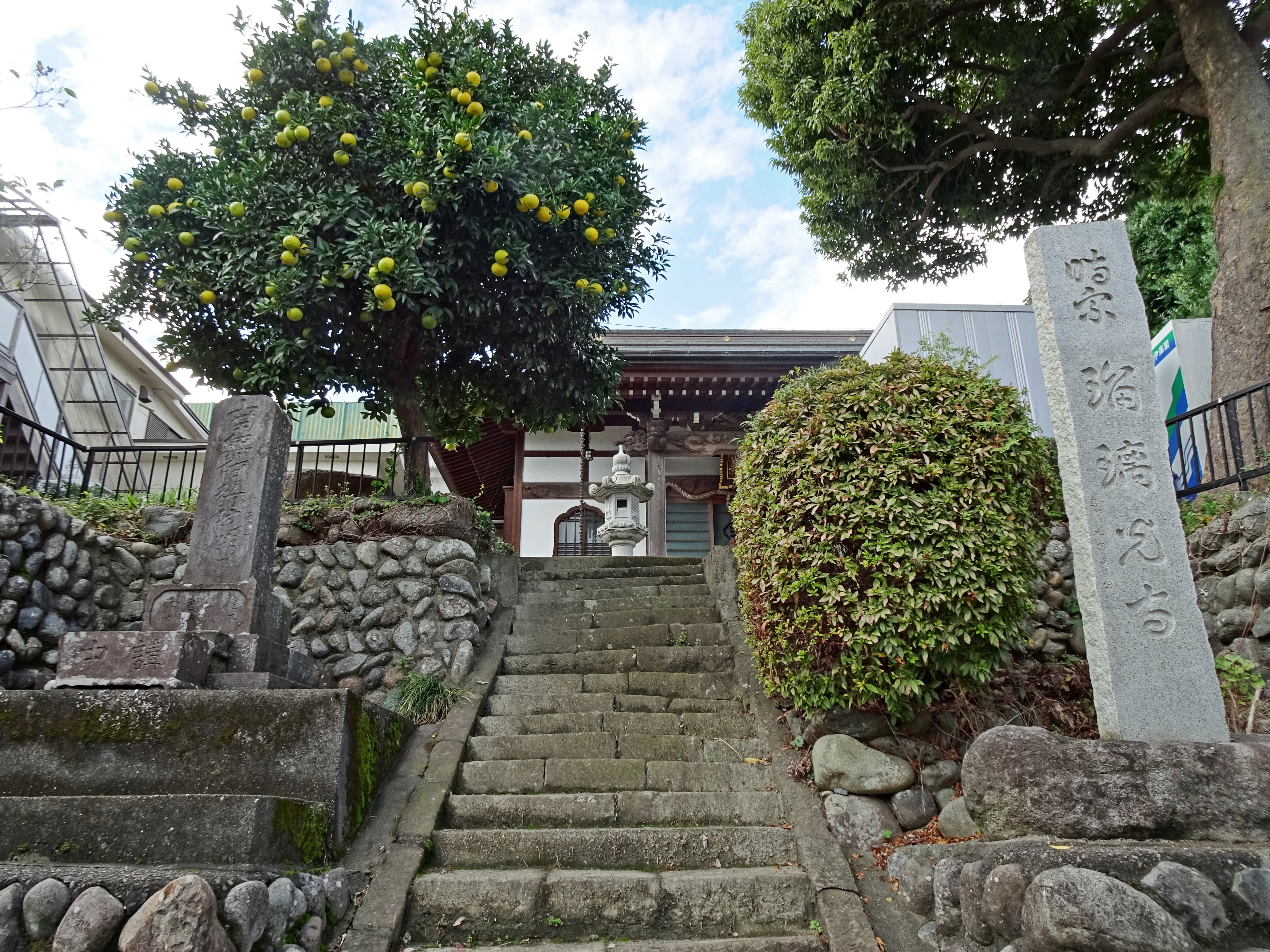
瑠璃光寺参道

瑠璃光寺（るりこうじ）は、神奈川県厚木市に所在する時宗の仏教寺院。

## 概略と歴史
相模川の対岸にある無量光寺の末寺であった。
『新編相模国風土記稿』に次のようにある。この地にあった薬師堂に弘長元年（1261年）一遍が三日三晩参籠し、のちに無量光寺を建てた。その後薬師堂を瑠璃光寺とした（薬師如来の異称が瑠璃光如来である）。
保育園（市認定小規模保育施設）が境内横に併設されている。

## 交通アクセス
小田急電鉄小田原線本厚木駅より神奈川中央交通バスで上依知バス停下車、徒歩10分